# Q36.5 Pro Cycling Team
Das Q36.5 Pro Cycling Team ist ein Schweizer Radsportteam mit Sitz in Zürich.
Die Mannschaft wurde zur Saison 2023 von Douglas Ryder gegründet, der bis Ende 2021 das UCI WorldTeam Team Qhubeka NextHash betrieb. Das Projekt wurde als UCI ProTeam lizenziert. Der Namenssponsor Q36.5 ist ein Bekleidungshersteller.

## Organisation und Geschichte
Bis ins Jahr 2021 fuhr die Mannschaft unter dem Namen Team Qhubeka NextHash, ehe sie für die Saison 2022 aufgrund von fehlender finanzieller Unterstützung ihre Lizenz als UCI WorldTeam verlor. Der damalige Team-Manager Douglas Ryder setzte sich jedoch für den Fortbestand des Teams ein, obwohl es im Jahr 2022 nicht an den Start ging. Im Vorfeld der Saison 2023 gab es die ersten Spekulationen um eine Neuaufstellung der Mannschaft, wobei der südafrikanische Milliardär Ivan Glasenberg als neuer Geldgeber genannt wurde. Der ehemalige CEO von Glencore hatte sich zu einem begeisterten Radfahrer entwickelt und investierte im Jahr 2021 in das italienische Radsportbekleidung-Unternehmen Q36.5. Nachdem die Unterstützung durch Glasenberg im August öffentlich gemacht wurde, stellte die Mannschaft im September ihre ersten Neuzugänge vor, wobei der mehrfache Grand-Tour-Sieger Vincenzo Nibali nach seinem Karriereende als Berater hinzukam. Am 12. Dezember 2022 erhielt die Mannschaft unter dem Namen Q36.5 Pro Cycling Team eine Lizenz als UCI ProTeam, wobei sie nun unter Schweizer Flagge fuhr.
In der ersten Saison umfasste das Team 25 Fahrer aus 14 Nationen, wobei Douglas Ryder als Manager fungierte. Bekannte Neuzugänge waren Gianluca Brambilla, Carl Fredrik Hagen und der Sprinter Matteo Moschetti, der bei der Clásica de Almería für den ersten Erfolg sorgte. Für einen weiteren Höhepunkt sorgte der Brite Mark Donovan mit dem Gesamtsieg bei der Sibiu Cycling Tour. Als UCI ProTeam verpasste die Mannschaft jedoch den Start bei den Grand Tours und erhielt mit der Flandern-Rundfahrt und Paris–Roubaix nur zwei Wildcards bei den Monumenten des Radsports. Im Jahr 2024 verstärkte sich die Mannschaft mit Giacomo Nizzolo, David de la Cruz und Jannik Steimle und vergrößerte den Kader auf 30 Fahrer. Für den größten Erfolg sorgte Jannik Steimle beim Grand Prix de Denain.
Im Vorfeld der Saison 2025 sicherte sich die Schweizer Mannschaft die Dienste des Radsport-Stars Thomas Pidcock, der die Ineos Grenadiers noch vor dem Ablauf seines regulären Vertrags verließ. Die weiteren sieben Neuzugänge kommen aus fünf Nationen und sind weniger prominent.

## Platzierungen in der UCI-Weltrangliste
| World Ranking | World Ranking | World Ranking            | World Ranking |
| Jahr          | Teamwertung   | Einzelwertung            |               |
| ------------- | ------------- | ------------------------ | ------------- |
| 2023          | 23.           | Matteo Moschetti (119. ) |               |
| 2024          | 25.           | Fabio Christen (191. )   |               |
|               |               |                          |               |
| Quelle: UCI   |               |                          |               |

## Mannschaft 2025
| Teamkader 2025          | Teamkader 2025     | Teamkader 2025         | Teamkader 2025                                 |
| Name                    | Geburtsdatum       | Land                   | Vorheriges Team                                |
| ----------------------- | ------------------ | ---------------------- | ---------------------------------------------- |
| Enekoitz Azparren       | 5. Februar 2002    | Spanien                | Euskaltel-Euskadi (2024)                       |
| Xabier Mikel Azparren   | 25. Februar 1999   | Spanien                | Euskaltel-Euskadi (2023)                       |
| Matteo Badilatti        | 30. Juli 1992      | Schweiz                | Groupama-FDJ (2022)                            |
| Sjoerd Bax              | 6. Januar 1996     | Niederlande            | UAE Team Emirates (2024)                       |
| Gianluca Brambilla      | 22. August 1987    | Italien                | Trek-Segafredo (2022)                          |
| Walter Calzoni          | 8. August 2001     | Italien                | Gallina-Ecotek-Lucchini (2022)                 |
| Marcel Camprubí         | 15. September 2001 | Spanien                | EOLO-Kometa U23 (2022)                         |
| Fabio Christen          | 29. Juni 2002      | Schweiz                | EF Education-Nippo Development (2022)          |
| David de la Cruz        | 6. Mai 1989        | Spanien                | Astana Qazaqstan Team (2023)                   |
| Mark Donovan            | 3. April 1999      | Vereinigtes Königreich | Team DSM (2022)                                |
| Frederik Frison         | 28. Juli 1992      | Belgien                | Lotto Dstny (2023)                             |
| David González López    | 21. Februar 1996   | Spanien                | Caja Rural-Seguros RGA (2024)                  |
| Damien Howson           | 13. August 1992    | Australien             | Team BikeExchange-Jayco (2022)                 |
| Emīls Liepiņš           | 29. Oktober 1992   | Lettland               | Team dsm-firmenich PostNL (2024)               |
| Kamil Małecki           | 2. Januar 1996     | Polen                  | Lotto-Soudal (2022)                            |
| Matteo Moschetti        | 14. August 1996    | Italien                | Trek-Segafredo (2022)                          |
| Giacomo Nizzolo         | 30. Januar 1989    | Italien                | Israel-Premier Tech (2023)                     |
| Nicolò Parisini         | 25. April 2000     | Italien                | Team Qhubeka (2022)                            |
| Joseph Pidcock          | 20. März 2002      | Vereinigtes Königreich | Trinity Racing (2024)                          |
| Thomas Pidcock          | 30. Juli 1999      | Vereinigtes Königreich | Ineos Grenadiers (2024)                        |
| Jannik Steimle          | 4. April 1996      | Deutschland            | Soudal Quick-Step (2023)                       |
| Rory Townsend           | 30. Juni 1995      | Irland                 | Bolton Equities Black Spoke Pro Cycling (2023) |
| Milan Vader             | 18. Februar 1996   | Niederlande            | Team Visma \| Lease a Bike (2024)              |
| Harm Vanhoucke          | 17. Juni 1997      | Belgien                | Lotto Dstny (2024)                             |
| Nickolas Zukowsky       | 3. Juni 1998       | Kanada                 | Human Powered Health (2022)                    |
|                         |                    |                        |                                                |
| Quelle: ProCyclingStats |                    |                        |                                                |